# Прапор Гваделупи

Неофіційний прапор

Прапор Гваделупи — стилізоване полотно білого кольору з зображенням сонця та птиці на фоні синього та зеленого кольорів. Під композицією є напис REGION GUADELOUPE. Офіційно також використовується прапор Франції.